# Neu Duvenstedt

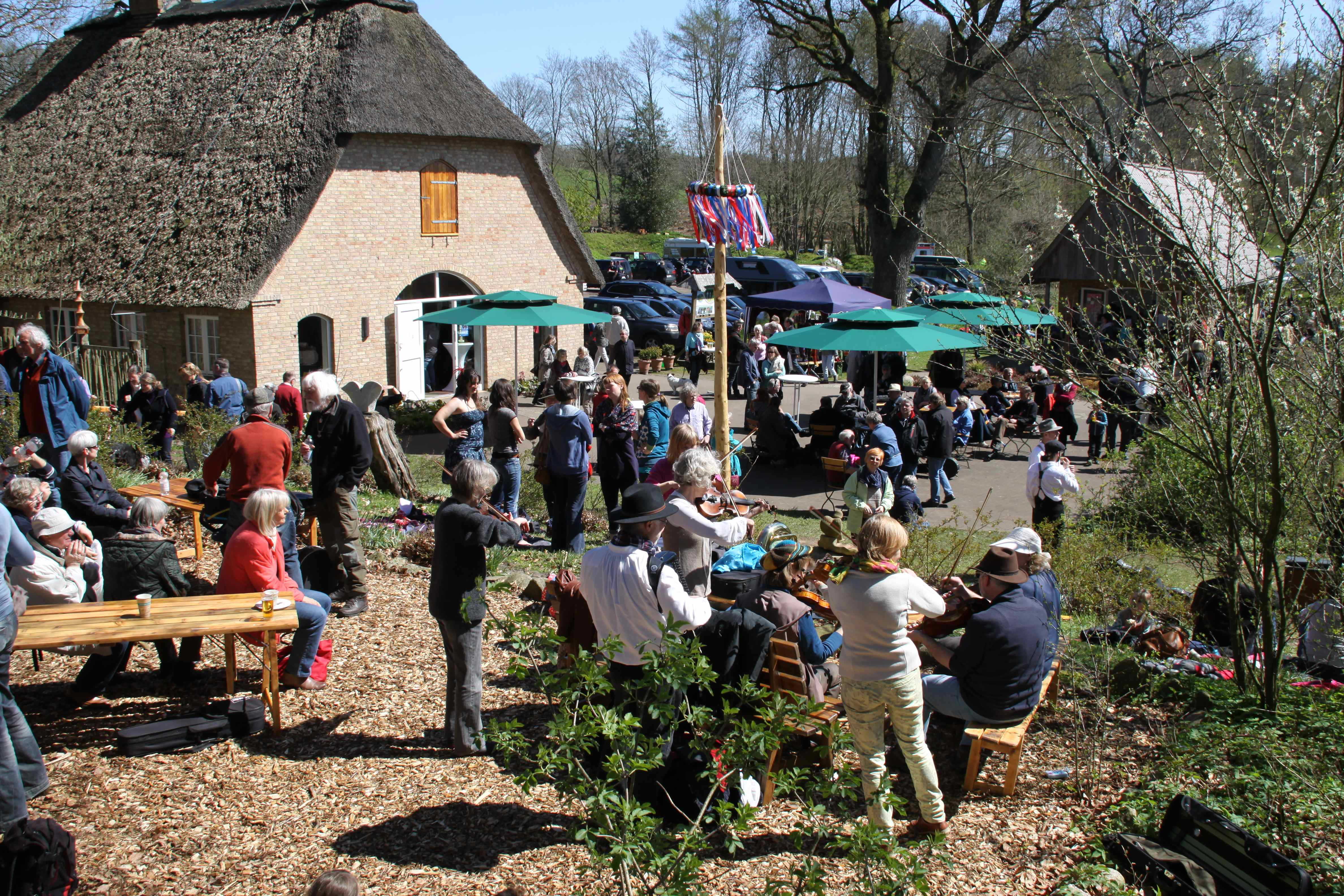
Maifolk-Feier im Kolonistenhof

Neu Duvenstedt ist eine Gemeinde im Kreis Rendsburg-Eckernförde in Schleswig-Holstein.

## Geografie

### Geografische Lage
Das Gemeindegebiet von Neu Duvenstedt erstreckt sich am zerklüfteten Übergang der zur naturräumlichen Haupteinheit Schwansen, Dänischer Wohld (Nr. 701) zählenden Hüttener Berge in den vorgelagerten Geestbereich der Schleswiger Vorgeest (Nr. 697) westlich vom Wittensee.

### Gemeindegliederung
Die Gemeinde gliedert sich siedlungsgeografisch in mehrere Wohnplätze verschiedener Größe. Sie wurden im Rahmen der Volkszählung in der Bundesrepublik Deutschland 1987 amtlich erfasst:
Namenstiftend für die Gemeinde ohne Dorflage sind die Streusiedlungen Neu Duvenstedt-Nord und Neu Duvenstedt-Süd; daneben befinden sich Mohr, eine weitere Streusiedlung, die Hofsiedlungen Hengenholt und Schlagbaum, die Haussiedlungen Heidberg und Louisenhof, sowie die Häusergruppe Schulendamm im Gemeindegebiet.

### Nachbargemeinden
Direkt angrenzende Gemeindegebiete von Neu Duvenstedt sind:
| Alt Duvenstedt |                                             | Holzbunge |
|                | Kompassrose, die auf Nachbargemeinden zeigt | Bünsdorf  |
|                | Borgstedt                                   |           |

## Politik

### Gemeindevertretung
Bei der Kommunalwahl am 14. Mai 2023 wurden insgesamt sieben Sitze vergeben. Diese fielen alle an die Kommunale Wählergemeinschaft Neu Duvenstedt. Die Wahlbeteiligung betrug 65,4 %.

## Sehenswürdigkeit
Auf dem Gemeindegebiet liegt der Kolonistenhof 54° 21′ 55,17″ N, 9° 40′ 50,11″ O des Diakonie-Hilfswerkes Schleswig-Holstein. Im Naturerlebnisraum mit Erlebnisstationen, Tiergehegen und Wanderwegen in den Naturpark Hüttener Berge gibt es eine Ausstellung über die eiszeitlich geformte Endmoränenlandschaft des Naturparks mit seiner Flora und Fauna sowie über die Geschichte der Kolonisation Schleswig-Holsteins im ausgehenden 18. Jahrhundert durch Siedler aus dem Württembergischen, geworben durch die Dänische Krone.
Seit dem 2. September 2012 ist auf dem Gelände des Kolonistenhofs eine Sammlung von rund 30 verschiedenen Objekten und Skulpturen aus Stein, Holz, Glas und Metall zu besichtigen, die entlang eines Wanderwegs aufgestellt wurden: „Der Besucher muss sich die Kunst erwandern“.

## Wirtschaft
Die Gemeinde ist überwiegend landwirtschaftlich geprägt.

## Verkehr
Durch das Gemeindegebiet von Neu Duvenstedt führt die Bundesstraße 203 zwischen Büdelsdorf und Eckernförde und die Bundesautobahn 7/E 45 von Rendsburg nach Schleswig. Sie sind an der Anschlussstelle Rendsburg / Büdelsdorf (Nr. 8) miteinander verknüpft.